# Romanzoffia tracyi
Romanzoffia tracyi är en strävbladig växtart som beskrevs av Jepson. Romanzoffia tracyi ingår i släktet Romanzoffia och familjen strävbladiga växter. Inga underarter finns listade i Catalogue of Life.